# Josep Anicet Santigosa
Josep Anicet Santigosa i Vestraten (Tortosa, 1823 - Barcelona, 1895) fue un médico, escultor, pintor y ceramista español.

## Biografía
Estudió medicina en Barcelona, lo cual compaginó con estudios artísticos en la Escuela de la Lonja. Sus primeros trabajos fueron para financiarse la carrera, especialmente en el terreno de la escultura aplicada a la arquitectura (capiteles, balaustradas). Amplió su formación en la Academia de San Carlos de Valencia. Posteriormente montó una empresa de escultura con su hermano, al tiempo que ejercía como médico. Recibió numerosos encargos de toda España, y muchas de sus obras decoran fachadas de edificios, tanto civiles como religiosos, así como parques y jardines y otros espacios de diversas ciudades. Participó en la Exposición Nacional de Madrid de 1867, donde obtuvo un premio por su obra Triunfo de la Iglesia militante.
Entre sus obras más destacadas se encuentra la Fuente del Genio Catalán (1856), en el Pla de Palau (Barcelona), que realizó junto al arquitecto Francisco Daniel Molina y el escultor italiano Fausto Baratta. También colaboró con Damià Campeny en el Monumento a Galceran Marquet (1851), en la Plaza del Duque de Medinaceli, donde realizó las figuras de la base y la decoración de la columna. En Barcelona realizó también el tímpano de la iglesia parroquial de San Jaime (1876), así como las alegorías de la Tierra y el Arte y los relieves de Praxíteles y Palissy en el taller de cerámica decorativa aplicada a la escultura propiedad de Antoni Tarrès, en la calle Tallers (1867).
En Mataró elaboró las imágenes de la Justicia y la Prudencia para la fachada del Ayuntamiento. También trabajó en la Comunidad Valenciana, donde confeccionó la Virgen de la Seo que coronaba el campanario de la Colegiata de Játiva, así como diversas obras en Castellón de la Plana y en Valencia (en los Carmelitas y el Hospicio de la Misericordia). También fue pesebrista, algunas de cuyas obras se conservan en el Museo Histórico Comarcal de Cervera.